# Félix Cernuschi
Félix Cernuschi (Montevideo, 17 de mayo de 1907 – 13 de diciembre de 1999) fue un ingeniero, físico, matemático y astrónomo uruguayo que desarrolló parte de su carrera en Argentina.

## Biografía
Félix Cernuschi nació en Montevideo, Uruguay y estudió ingeniería civil en la Universidad de Buenos Aires, Argentina, graduándose en 1932. Prosiguió sus estudios en Inglaterra donde obtuvo su doctorado por la Universidad de Cambridge en 1938. Entre sus profesores de Cambridge se encuentran algunos de los físicos y astrofísicos más notables de la época, como Arthur Eddington y Paul Dirac. Luego de finalizar su doctorado, ocupó posiciones postdoctorales en las Universidades de Zúrich y de Princeton. En 1944 se hizo merecedor de una beca Guggenheim.
De regreso a la Argentina se desempeñó como docente e investigador en la Universidad Nacional de Tucumán. En plena Segunda Guerra Mundial, en octubre de 1943, firmó, junto con otras figuras como Bernardo Houssay, una carta pública solicitando que la República se adhiera al bando aliado. En Uruguay donde consiguió un cargo en el Observatorio Astronómico del IAVA y como docente en la Escuela Naval. Terminada la Segunda Guerra Mundial y creada la UNESCO, Cernuschi fue designado por su director J. Huxley como asesor científico en China. Finalmente no aceptó ese destino, pero sí aceptó un puesto equivalente en Puerto Rico. De ahí viajó a los Estados Unidos, donde se instaló como investigador en la Universidad de Harvard teniendo la posibilidad de interactuar con algunos de los astrónomos más importantes de la época, como Bart Bok, Donald Menzel, Serguei Gaposchkin y su esposa Cecilia Payne. También fue investigador en el Instituto Henri Poincaré en París y en el Instituto Tecnológico de Massachusetts. Volvería a Argentina en 1945 dónde sería vicepresidente del Observatorio Nacional Argentino en Córdoba, hasta 1950 cuando solicita su pase al Observatorio Nacional de la Plata desde donde podría viajar habitualmente a Uruguay donde fue designado profesor como titular de Cátedra.
En 1955 tras el golpe de Estado es arrestado por órdenes de Eduardo Lonardi, disolviendo su grupo de trabajo y paralizado las investigaciones. Entre 1956 y 1958 partiría exilio a varios de los más importantes astrónomos argentinos entre ellos
Carlos U. Cesco, Ricardo Platzeck, Livio Gratton, Carlos Jaschek, Bernard Dawson y Jorge Landi Dessy  quienes irían a trabajar a la Administración Nacional de Aeronáutica y el Espacio, recién creada en Estados Unidos, la célebre NASA. Mientras que Cernuschi parte al Uruguay donde ya poseía una casa de fin de semana y un puesto como profesor 
En 1950 fue designado profesor de Astronomía en la Facultad de Humanidades y Ciencias de la Universidad de la República en Uruguay, en la cual permaneció hasta 1977 cuando la dictadura militar lo obligó a renunciar al cumplir los 70 años. En ese momento retornó a la Argentina donde siguió desarrollando una labor académica muy intensa en la Facultad de Ingeniería de la Universidad de Buenos Aires, donde fue elegido decano en 1986.
Fue autor de más de 80 trabajos de investigación publicados en revistas y libros nacionales e internacionales.
Según La Nación, perteneció a la masonería argentina.
Durante su larga vida el Dr. Cernuschi mostró una amplia gama de intereses en diferentes áreas de la física (fluidos, termodinámica de procesos irreversibles) y de la astrofísica (cosmología, origen de los rayos cósmicos, estrellas compactas, materia interestelar y formación planetaria). Asimismo, mostró una gran preocupación por los problemas referentes a la enseñanza de las ciencias en los diferentes niveles.
La carrera científica del Dr. Cernuschi en el Uruguay fue muy fructífera. Su presencia significó un modelo de rigor científico y creatividad intelectual para los jóvenes interesados en ciencias, en una época en que la ciencia en el país no sobrepasaba el nivel de curiosidad amateur, salvo en algunas áreas puntuales dentro de las matemáticas y la biología/medicina, gracias al talento y tesón de algunos otros grandes pioneros de la época, como los fueron los profesores Rafael Laguardia, José Luis Massera, Clemente Estable y Roberto Caldeyro Barcia.
Desde su arribo a Montevideo en 1950, Cernuschi apoyó decididamente la creación de un Planetario en Montevideo, obra que se concretó en 1955, siendo el primero de América Latina; propuso la creación de un Observatorio Astronómico Nacional, proyecto que lamentablemente no se concretó y, bajo su iniciativa, se creó en 1955 el Departamento de Astronomía en la ex Facultad de Humanidades y Ciencias, institución que cumplió un rol fundamental en el desarrollo de la Astronomía en las décadas siguientes. En los años 1960 gestionó ante el Instituto Carnegie de Washington la donación de un radiointerferómetro, que se instaló en el predio del Aeropuerto Internacional de Carrasco, para el estudio de las radioexplosiones solares. Este instrumento operó durante el período 1966 - 1970.
Una vez restituidas las autoridades universitarias legítimas, al finalizar la dictadura militar, Félix Cernuschi fue restituido a su cargo y cumplió funciones de asesoramiento para la reorganización de la Física y la Astronomía en el país. Lamentablemente, debido a sus compromisos en Buenos Aires, no pudo reintegrarse en forma efectiva y sus visitas fueron cada vez más esporádicas. Como broche de oro a su distinguida trayectoria académica, la ex Facultad de Humanidades y Ciencias le otorgó el título de Profesor Emérito en octubre de 1990.
Algunos cargos destacados:
- Investigador superior del CONICET de Argentina.
- Asesor científico de la UNESCO entre 1948 y 1949.
- Investigador en el Observatorio Astronómico de Córdoba.
- Investigador Asociado en la Universidad de Harvard entre 1945 y 1946.
- Decano de la Facultad de Ingeniería de la Universidad de Buenos Aires de 1986 a 1990.
- Cofundador de la revista de Matemática y Física Teórica de la Universidad de Tucumán.
- Miembro de las Academias Nacionales de Ciencias Exactas, Físicas y Naturales de Córdoba.
- Miembro titular de la Academia Nacional de Ciencias desde 1981.
- Jurado del Premio Konex 1993 en Ciencia y Tecnología.

Recibió numerosos premios de asociaciones científicas argentinas y extranjeras. Premio Konex 1983. Ciencia y Tecnología: Diploma al Mérito - Física y Astronomía. Fue distinguido como Socio Honorario de la Asociación de Profesores de Física de Argentina (APFA) en 1993.

## Obras Claves
- Cernuschi, Félix ; Codina, Sayd, Panorama de la astronomía moderna, Washington, D.C., OEA. Programa Regional de Desarrollo Científico y Tecnológico, 1974
- Cernuschi, Félix, Cómo debe orientarse la enseñanza de la ciencia, Buenos Aires, Eudeba, 1961
- Cernuschi, Felix, La ciencia en la educación intelectual, Rosario, Rosario, 1945
- Cernuschi, Félix ; Signorini, Emilio, Enseñando física mediante experimentos : una selección de 25 experimentos como una introducción al estudio de la física en la escuela secundaria, Buenos Aires, Eudeba, 1968
- Cernuschi, Félix, Educación, ciencia, técnica y desarrollo, Montevideo, Universidad de la República Oriental del Uruguay, 1971
- Cernuschi, Félix, Experimento, razonamiento y creación en física, Washington, D.C., Secretaría General de la Organización de los Estados Americanos, 1969
- Cernuschi, Félix ; Greco, Francisco I., Teoría de errores de mediciones, Editorial Universitaria de Buenos Aires, 1968

## Homenaje
- 2021: el asteroide (7593) 1992 WP4 fue nombrado Cernuschi en su honor.[5]